# Taboo (série)
Taboo é provavelmente uma das séries de filmes pornográficos mais famosas de todos os tempos. O primeiro filme da série foi eleito um dos 101 maiores filmes pornô de todos os tempos pela AVN (Adult Video News), mais precisamente na posição 21.

## Sinopse
O primeiro filme da série Taboo conta a história de uma mulher que traiu o marido com um empregado da família e foi descoberta pela filha que contou para o pai sobre a traição da mãe. O marido para evitar um escândalo na sociedade, pois eles eram ricos, não se divorciou da mulher, permaneceu na casa com a esposa,porem não tinha mais nenhuma relação com ela, com isso ele se envolve numa relação incestuosa com a sua filha adolescente.
O filme gerou, na época, grande controvérsia, mas devido ao seu sucesso, deu origem à produção de mais filmes, cujas histórias envolvem outros membros da mesma familia em relações incestuosas.

## Filmes
- Taboo - 1980 - Elenco: Betsy Ward, Brooke West, Don Fernando, Dorothy LeMay, Gary Eberhart, Holly McCall, Jeff Scott, Jeremia Jones, Jesse Adams, Kay Parker, Ken Scudder, Lee LeMay, Michael Morrison, Mike Ranger, Miko Yani, RJ Reynolds, Sarah Harris, Starr Wood, Tawny Pearl, TJ Carson, Turk Lyon, Valerie Darlyn; Direção: Kirdy Stevens;
- Taboo # 2 - 1982 - Elenco: Brooke Bennett, Cara Lott, Craig Roberts, Crystal Dawn, David Cannon, Dorothy LeMay, Edward Dean, Eric Edwards, Honey Wilder, Juliet Anderson, Kay Parker, KC Valentine, Kevin James, Laura Lazare, Lee Cummings, Linda Shaw, Michelle, Rochelle Dean, Rod Diamond, Ron Jeremy, Tammy; Direção: Kirdy Stevens;
- Taboo # 3 - The Final Chapter - 1984 - Elenco: Angel West, Colleen Brennan, Honey Wilder, Jerry Butler, Kay Parker, Kristara Barrington, Lisa Lake, Marc Wallice, Pamela Mann; Direção: Kirdy Stevens;
- Taboo # 4 - The Younger Generation - 1985 - Elenco: Amy Rogers, Cyndee Summers, Ginger Lynn, Greg Ruffner, Honey Wilder, Jamie Gillis, John Leslie, Karen Summer, Kay Parker, Kevin James, Robin Cannes; Direção: Kirdy Stevens;
- Taboo # 5 - The Secret - 1987 - Elenco: Colleen Brennan, Amber Lynn, Porsche Lynn, Karen Summer, Jamie Gillis, Kevin James, Lorrie Lovett, Joey Silvera, Billy Dee, Shone Taylor and Buck Adams; Direção: Kirdy Stevens;
- Taboo # 6 - The Obsession - 1988 - Elenco: Gina Gianetti,Nina Hartley, Scott Irish, Frank James, Krista Lane, Alicia Monet, Brittany Morgan, Joey Silvera, Tiffany Storm; Direção: Kirdy Stevens;
- Taboo # 7: The Wild And The Innocent - 1989 - Elenco: Bonnie Walker, Karen Stronger, Kitty Shayne, Lynx Canon, Lysa Thatcher, Mai Lin, Polly Wagner, Suzanne French, Tigr, Herschel Savage, Jamie Gillis, Jesse Adams, Jim Malibu, M. Eglud, R. Balder, R. Tynan, Randy West; Direção: Kirdy Stevens;
- Taboo # 8 - 1990 - Elenco: Sunny McKay, Michelle Monroe, Joey Silvera, Peter North, Barry McKay, Henri Pachard, Mike Horner, Randy West, Rayne, Carol Masters; Direção: Henri Pachard;
- Taboo # 9 - 1991 - Elenco: Alicyn Sterling, Alexandra Quinn, Barbara Doll, Barby Doll, Bethany Simms, Big Red, Buck Adams, Dan Cooper, EZ Ryder, Fallon, Flame, Gino Colbert, Holly Ryder, Jamie Gillis, Kay Parker, Kid Creole, Kimberly Todd, Krome Helmut, Kym Wilde, PJ Sparxx, Raven, Sam Abdul, Terry Rose, Tom Byron, Tom Chapman, Tom Elliot; Direção: Alex De Renzy;
- Taboo # 10 - Ten Years Later - 1992 - Elenco: Brooke Ashley, Bionca, Alan C. Bosshardt, Teri Diver, Flame, Cal Jammer, Heather Lere, Mona Lisa, Tiffany Mynx; Direção: Fred J. Lincoln;
- Taboo # 11 - Crazy On You - 1994 - Elenco: Flame, Jonathan Morgan, Kay Parker, Marc Wallice, Melanie Moore, Mona Lisa, Sunset Thomas, Teri Diver; Direção: Fred J. Lincoln;
- Taboo # 12 - 1994 - Elenco: Misty Rain, Draghixa, Jasper, Brittany O'Connell, Chaz Vincent, Nicole London, Samantha York, Pamela Dee, Cosmo, Buck Adams, Joey Silvera, Tom Byron, J.D. Ferguson; Direção: Fred J. Lincoln;
- Taboo # 13 - 1994 - Elenco: Julia Ann, Asia Carrera, Barbara Doll, Sydney Dance, Pamela Dee, Samantha York, Chaz Vincent, Nicole London, Buck Adams, Steve Drake, Jonathan Morgan, Tom Byron, Nick East, Ian Daniels, Cosmo, J.D. Ferguson, Martin London, Dizzy; Direção: Fred J. Lincoln;
- Taboo # 14 - Kissing Cousins - 1995 - Elenco: Anna Malle, Melissa Hill, Laura Palmer, Serenity, Melissa Monet, Gina Delaney, Candi Connor, Vince Voyeur, Jon Dough, Mike Horner; Direção: Fred J. Lincoln;
- Taboo # 15 - 1995 - Elenco: Ariana, Dallas, Jenteal, Misty Rain, P.J. Sparxx, Porsche Lynn, Serenity, Tammi Ann, Joey Silvera, Michael J. Cox, Tom Byron, Vince Voyeur; Direção: Fred J. Lincoln;
- Taboo # 16 - 1996 - Elenco: Shyla Foxxx, Nici Sterling, Yasmine Pendavis, Ember Haze, Vince Voyeur, Randy West, Kim Kataine, Roxanne Hall, Julian St. Jox, John Decker, Laura Palmer, L.T. Dee, Colt Steele; Direção: Fred J. Lincoln;
- Taboo # 17 - 1997 - Elenco: Misty Rain, Roxanne Hall, Sydnee Steele, Inari Vachs, Caressa Savage, Julian; Direção: Michael Zen;
- Taboo # 18 - 1998 - Elenco: Missy, Chloe Nichole, Katie Gold, Mila, Johnni Black, Tony Tedeschi, Mark Davis, Michael J. Cox, Julian; Direção: Michael Zen;
- Taboo # 19 - 1998 - Elenco: Melanie Stone, Madison, Amber Michaels, Mark Davis, Chloe, Byron Long, Vince Voyeur, Dave Cummings, Brian Surewood, Johnny Appleseed; Direção: Michael Zen;